# Sh2-185
Sh2-185 est une nébuleuse en émission et par réflexion, visible dans la constellation de Cassiopée.

## Observation
Sa position est très facile à identifier grâce au fait qu'elle entoure l'étoile brillante γ Cassiopeiae, une étoile Be bien connue pour être le prototype des variables de γ Cassiopeiae, appartenant à une classe d'étoiles jeunes et très chaudes. La partie nébuleuse brillante est identifiée en particulier dans la direction nord-est par rapport à l'étoile, où l'on trouve deux densités nébuleuses appelées IC 59 et IC 63. Sur les photographies astronomiques, il apparaît nettement la couleur rougeâtre du gaz ionisé mélangée à la couleur bleutée des poudres qui brillent par réflexion de la lumière bleue des étoiles.
Son observation est possible surtout depuis les régions de l'hémisphère nord, en raison de la forte déclinaison nord. Dans le ciel du soir, il atteint son apogée pendant les mois d'automne, entre octobre et décembre. Depuis l'hémisphère sud, il est possible de l'observer uniquement à partir des régions subtropicales, jusqu'à l'équateur.

## Structure
Sh2-185 consiste en un système nuageux partiellement éclairé, situé à la même distance que γ Cassiopeiae. Les sections les plus brillantes sont constituées des deux nébuleuses répertoriées dans l'Index Catalogue : IC 63, la plus méridionale, montre une structure évidente de filaments de gaz, avec des émissions optiques dominées par la couleur rouge, tandis que IC 59, au nord, apparaît comme un nuage tendant partiellement au bleu et dépourvu de structure organisée. En particulier, IC 63 consiste en une région d'hydrogène ionisé et montre des signes évidents de photolyse. Ce phénomène est très visible surtout dans IC 59. Dans IC 63, la présence d'un fort rayonnement ultraviolet suggère la formation d'une zone d'hydrogène neutre par dissociation de l'hydrogène moléculaire. Une étude menée en 1997 met en évidence le fort taux de probabilités que les deux nébuleuses ne soient pas exactement à la même distance de γ Cassiopeiae : en particulier, IC 63 apparaît directement reliée à l'étoile, tandis qu'IC 59 en serait un peu plus éloignée, ce qui expliquerait les différences entre les deux nébuleuses. De plus, alors que les phénomènes de photolyse semblent totalement terminés dans IC 59, ils semblent toujours en cours dans le deuxième nuage, bien qu'à des niveaux très faibles.
En direction de la région de la nébuleuse, on observe également la source IRAS 00556+6048, qui serait cependant située à une plus grande distance que les nébuleuses. Cette source montre également des signes de la présence d'une région H I et l'absence d'émissions radio suggérerait que même dans cette région, il existe des preuves de photolyse par le rayonnement d'une étoile.